# 司馬裒 (琅邪王)
司馬裒（300年—317年12月18日），字道成。晉朝宗室，晉元帝司馬睿之子，母為荀宫人。晋明帝同母弟。

## 生平
荀氏微贱，司馬睿命虞妃抚养司馬裒。司馬裒过继给叔父长乐亭侯司马浑，后徙封宣城郡公，拜为后将军。司馬睿为晋王，有关部门奏立太子，司馬睿以司马裒有成人之量，超过司马绍（明帝），从容对王导说：“立子以德不以年。”王导回答：“世子、宣城都有朗隽之目，固当以年。”于是司马睿以长子司马绍为储君，太子位遂定。更封司马裒琅邪王，嗣恭王司马觐之后，改食会稽、宣城邑五万二千户，拜散骑常侍、使持节、都督青徐兖三州诸军事、车骑将军，征还京师。建武元年十月丁未去世，年十八岁，谥号琅邪孝王。赠车骑大将军，加侍中。
之后王妃山氏去世，祔葬，晋穆帝更赠司马裒太保。子哀王司马安国立，未逾年薨。